# 2270 Yazhi
2270 Yazhi (1980 ED) là một tiểu hành tinh vành đai chính được phát hiện ngày 14 tháng 3 năm 1980 bởi E. Bowell ở trạm Anderson Mesa thuộc Đài thiên văn Lowell.